# مغترب

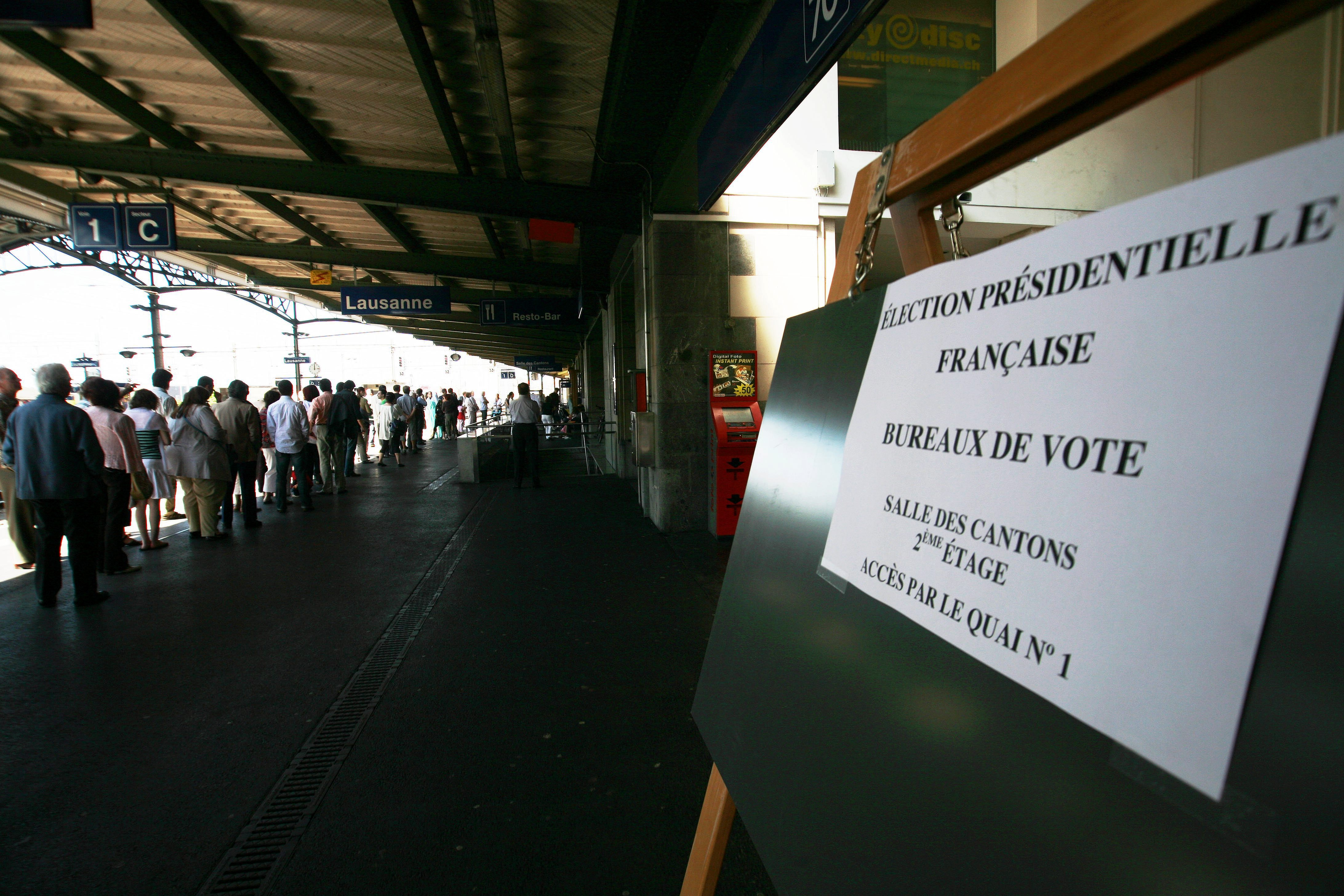
يصطف مصوتون فرنسيون مغتربون في لوزان، سويسرا لأول مرحلة من الانتخابات الرئاسية لعام 2007

المغترب (هي غالبًا اختصار للمغتربين) وهو ذلك الشخص الذي يقيم بشكل مؤقت أو دائم في بلد غير بلده الأصلي، يشير الاستخدام الشائع لهذا المصطلح غالبًا إلى المهنيين والعمال المهرة أو حصول الصناع المهرة على وظائف خارج وطنهم إما بشكل مستقل أو إرسالهم إلى الخارج من قبل أرباب أعمالهم الذين يمكن أن يكونوا شركات وجامعات وحكومات أو منظمات غير حكومية. عادة ما يكسب العمال والمهاجرون أكثر مما كانوا سيحصلون عليه في وطنهم وأكثر من الموظفين المحليين ومع ذلك فإن مصطلح (المغترب) يستخدم أيضًا للمتقاعدين وغيرهم ممن اختاروا العيش خارج وطنهم الأصلي. تاريخيًا، قد أشار أيضًا إلى المنفيين.

## أصل الكلمة
تأتي كلمة مغترب من المصطلحات اللاتينية (خارج) و (البلد الأصلي‘ الوطن)
تتضمن تعريفات القاموس لكلمة المغترب ما يلي:
المغترب
- 'هو الشخص الذي يعيش خارج وطنه' (اكسفورد)[3]،
- أو 'الشخص الذي يعيش في أرض أجنبية.' (ويبسترز)[4]

تعريف الكلمات الأخرى ذات المعنى المماثل:
المهاجر
- 'هو الشخص الذي ينتقل من مكان إلى آخر من أجل العثور على عمل أو ظروف معيشة أفضل.' (اكسفورد)[5]
- أو 'الشخص الذي ينتقل بانتظام من أجل العثور على عمل خاصة المتعلقة بحصاد المحاصيل.' (ويبسترز)[6]

أو
المهاجر
- 'هو الشخص الذي يأتي للإقامة الدائمة في بلد أجنبي.' (اكسفورد)[7]
- أو 'الشخص الذي يأتي إلى بلد للحصول على الإقامة الدائمة.' (ويبسترز)[8]

وبالتالي يمكن أن ننظر لهذه المصطلحات بطريقة متفاوتة بالنسبة لمجموعة مختلفة من الأجانب يمكن أن  ينظر للمصطلح وفقًا للثروة ومدة الإقامة ودوافع السفر والجنسية حتى العرق. وقد تسبب ذلك في جدل، فعلى سبيل المثال: يعمل مواطن بريطاني في إسبانيا أو البرتغال يسمى (مغترب) بينما مواطن إسباني أو برتغالي يعمل في بريطانيا يسمى (مهاجر) مما يدل على الانغلاق الذهني.
يشير الاستخدام القديم لكلمة مغترب إلى المنفي. بدلًا من استخدامها كفعل يمكن أن تعني الغربة وهي تخلي الشخص عن ولائه لوطنه كما هو الحال في مقدمة قانون الولايات المتحدة الأمريكية لعام 1868 الذي ينص على أن حق الاغتراب هو حق طبيعي لا غني عنه للتمتع بحقوق الحياة والحرية والسعي وراء السعادة.
بعض المصطلحات الجديدة:
- فليكسباتريات أو Flexpatriate: هو موظف غالبًا يسافر دوليًا للعمل.[13]
- إنباتريات أو Inpatriate: الموظف المرسل من شركة أجنبية  للعمل في البلد الذي يقع فيها مقر الشركة.[14]
- ريكسبات أو Rex-pat: هو مغترب وغالبًا ما يكون الشخص الذي اختار العودة إلى بلد أجنبي بعد الانتهاء من العمل.[15]
- سيكسبات أو Sexpat، سائح جنسي أو Sex tourist: هو الشخص الذي يشارك في السياحة الجنسية.[16]

## التاريخ
منذ العصور القديمة، ذهب الناس للعيش في بلدان أجنبية سواء كدبلوماسيين أو تجار أو مبشرين وتضاعفت أعداد هؤلاء المسافرين بشكل ملحوظ بعد القرن الخامس عشر مع بداية الفترة الاستعمارية الأوروبية.

### أنواع الجاليات المغتربة
في القرن التاسع عشر السفر أصبح أسهل عن طريق البواخر أو القطار ويمكن للناس أن يختاروا بسهولة العيش لسنوات عديدة في بلد أجنبي أو أن يرسلهم أرباب أعمالهم للعمل هناك. يهدف هذا الجدول لتوضيح أمثلة مهمة من مجتمعات المغتربين التي تطورت منذ ذلك الوقت:
| المجموعة | الفترة الزمنية                                                  | بلد الأصل          | الوجهة             | الدولة المضيفة   | ملحوظات                                                                                   |
| --- | --------------------------------------------------------------- | ------------------ | ------------------ | ---------------- | ----------------------------------------------------------------------------------------- |
| الأستراليون والنيوزلنديون في لندن                                                                                     | من الستينات (1960s) - الآن                                      | استراليا/نيوزيلندا | لندن               | المملكة المتحدة  |                                                                                           |
| جيل بيت | من الخميسنات (1950s)                                            | الولايات المتحدة   | طنجة               | المغرب           |                                                                                           |
| جيل بيت | من الستينات (1960s)                                             | الولايات المتحدة   | باريس              | فرنسا            | انظر فندق بيت                                                                             |
| متقاعدون بريطانيون | من السبعينات (1970s) - الآن                                     | المملكة المتحدة    | كوستا ذل سول       | اسبانيا          | يمكن القول أنهم مهاجرون إذا كانت إقامتهم دائمة                                            |
| متقاعدون بريطانيون | حالي                                                            | المملكة المتحدة    | دوردونيي           | فرنسا            | يمكن القول أنهم مهاجرون إذا كانت إقامتهم دائمة                                            |
| الراج البريطاني | من 1721 حتى 1949                                                | المملكة المتحدة    | الولاية الأميرية   | الهند            | يمكن القول أنهم مستوطنون                                                                  |
| مشاهير وفنانون | من القرن التاسع عشر (1800s) - الآن                              | أماكن متعددة       | بحيرة ليمان        | سويسرا           |                                                                                           |
| صانعو أفلام | من العقد الثاني من القرن العشرين (1910s) - الآن                 | أوروبا             | لوس أنجلوس         | الولايات المتحدة | "هولي وود" (السينما)                                                                      |
| "جيت سيت" أو مجموعة من الناس الأثرياء الذين يقومون بالسفر حول العالم لحضور أنشطة مجتمعية غير متوفرة للأشخاص العاديين. | من الخمسينات (1950s) حتى السبعينات (1970s)                      |                    | أماكن متعددة       |                  |                                                                                           |
| الجيل الضائع | من العشرينات (1950s) حتى الثلاثينات (30s)                       | الولايات المتحدة   | باريس              | فرنسا            | انظر "الوليمة المتنقلة"                                                                   |
| فنانون وكُتَّاب من الحركة الحداثية                                                                                       | من السبعينات في القرن التاسع عشر (1870s) حتى الثلاثينات (1930s) | أماكن متعددة       | الريفييرا الفرنسية | فرنسا            |                                                                                           |
| أعضاء في حكم الأقلية الروسية                                                                                          | من التسعينات (1990s) - الآن                                     | روسيا              | لندن               | المملكة المتحدة  |                                                                                           |
| رجال الأعمال | حالي                                                            | اليابان            |                    | أماكن متعددة     | انظر المهاجرون اليابانيون                                                                 |
| رخصة شنغهاي الفرنسية                                                                                                  | من 1849 حتى 1943                                                | فرنسا              | شنغهاي             | الصين            |                                                                                           |
| إتفاق شنغهاي العالمي                                                                                                  | من 1863 حتى 1945                                                | المملكة المتحدة    | شنغهاي             | الصين            | مسبوقة برخصة بريطانيا                                                                     |
| إتفاق شنغهاي العالمي                                                                                                  | من 1863 حتى 1945                                                | الولايات المتحدة   | شنغهاي             | الصين            | مسبوقة برخصة الولايات المتحدة                                                             |
| المنفي بسبب الضرائب                                                                                                   | من الستينات في القرن التاسع عشر (1860s) - الآن                  | أماكن متعددة       | مونت كارلو         | موناكو           |                                                                                           |
| أطفال الثقافة الثالثة (أطفال عاشوا في ثقافة ومجتمع غير التي تربى عليها آبائهم)                                        | حالي                                                            | أماكن متعددة       |                    | أماكن متعددة     | منهم الأطفال الذين يعمل أهاليهم للقوات المسلحة الأمريكية واخرون يعمل أهاليهم كدبلوماسيين. |

أثناء الثلاثينات، قامت ألمانيا النازية بسحب وإلغاء جنسية كثير من أعدائها، مثل ألبرت أينشتاين، أوسكار ماريا جراف، فيلي براندت، وتوماس مان مما أدى إلى تغريب أسر بالكامل.
بعد انتهاء الحرب العالمية الثانية، زادت حركة انهاء الاستعمار. ولكن بالرغم من ذلك، استمرت أنماط حياة المستعمرين الأوروبيين في مجتمعات المغتربين. فمثلًا ما زال من الممكن أن نرى بقايا المملكة البريطانية القديمة في شكل الأحياء السكنية المغلقة التي يعمل بها العمالة المنزلية. من النوادي المجتمعية التي استطاعت أن تبقى موجودة نادي يسمى ب«هاش هاوس هارييرز» (أو بالإنجليزية: Hash House Harriers) وآخر يسمى ب «رويال سيلانجور» (أو Royal Selangor). يتم إرضاء الأذواق التي تشعر بالحنين للوطن عبر محلات الطعام المتخصصة، حيث أن الذين يقومون بشرب الكحوليات ما زال بإمكانهم شرب جِن وتونيك (كوكتيل من الجِن وماء التونيك)، الجِن الزهريّ (أيضًا نوع من الكوكتيلات الكحولية) أو ما يسمى بالسينجابور سلينج (كوكتيل كحولي). بالرغم من كون خوذ «بِث» (نوع من الخوذ) للمراسم العسكرية، مازال يرتدي المدنيون البدل الرسمية أوربطة عنق سوداء بدون جاكيت، أو ربطة عنق الفراشة لونها أحمر، وطوق أحمر من حين لآخر. انتشر استخدام مسحوق الكاري منذ ذلك الوقت في العاصمة الأم.
ابتداءًا من الخمسينات، قامت رحلات الطيران المجدولة لطائرات الركاب النفاثة بزيادة سرعة السفر العالمي. هذا سمح بتواجد أشخاص يقومون بالسفر كثيرًا وعلى مسافات طويلة، مما أدى إلى ظهور ما يعرف بال «جيت سيت» ألا وهم مجموعة من الناس الأثرياء الذين يقومون بالسفر حول العالم لحضور أنشطة مجتمعية غير متوفرة للأشخاص العاديين، ثم في النهاية أدى إلى ظهور البدويين العالميين وفكرة المسافر الدائم.

### التوزيع العالمي للمغتربين
لمزيد من المعلومات: قائمة الدول حسب السكان المهاجرين إليها
في السنوات الأخيرة أدت الهجمات الإرهابية ضد الغربيين في بعض الأحيان إلى تقليص نمط حياة بعض الجاليات المغتربة خاصة في الشرق الأوسط.
من الصعب تحديد عدد المغتربين في العالم وذلك لأنه لا يوجد تعداد حكومي، ولكن قدرت شركة فينا كورد لأبحاث السوق الدولية والاستشارات أن العدد سيبلغ 8,56 مليون في عام 2017 ومن شأنه أن يتشابه مع عدد سكان تنزانيا أو إيطاليا، وفي عام 2013 قدرت الأمم المتحدة الأميركية أن 232مليون شخص أو 3,2 في المائة من سكان العالم يعيشون خارج بلدانهم الأصلية.

## المغتربون العاملون بالخارج

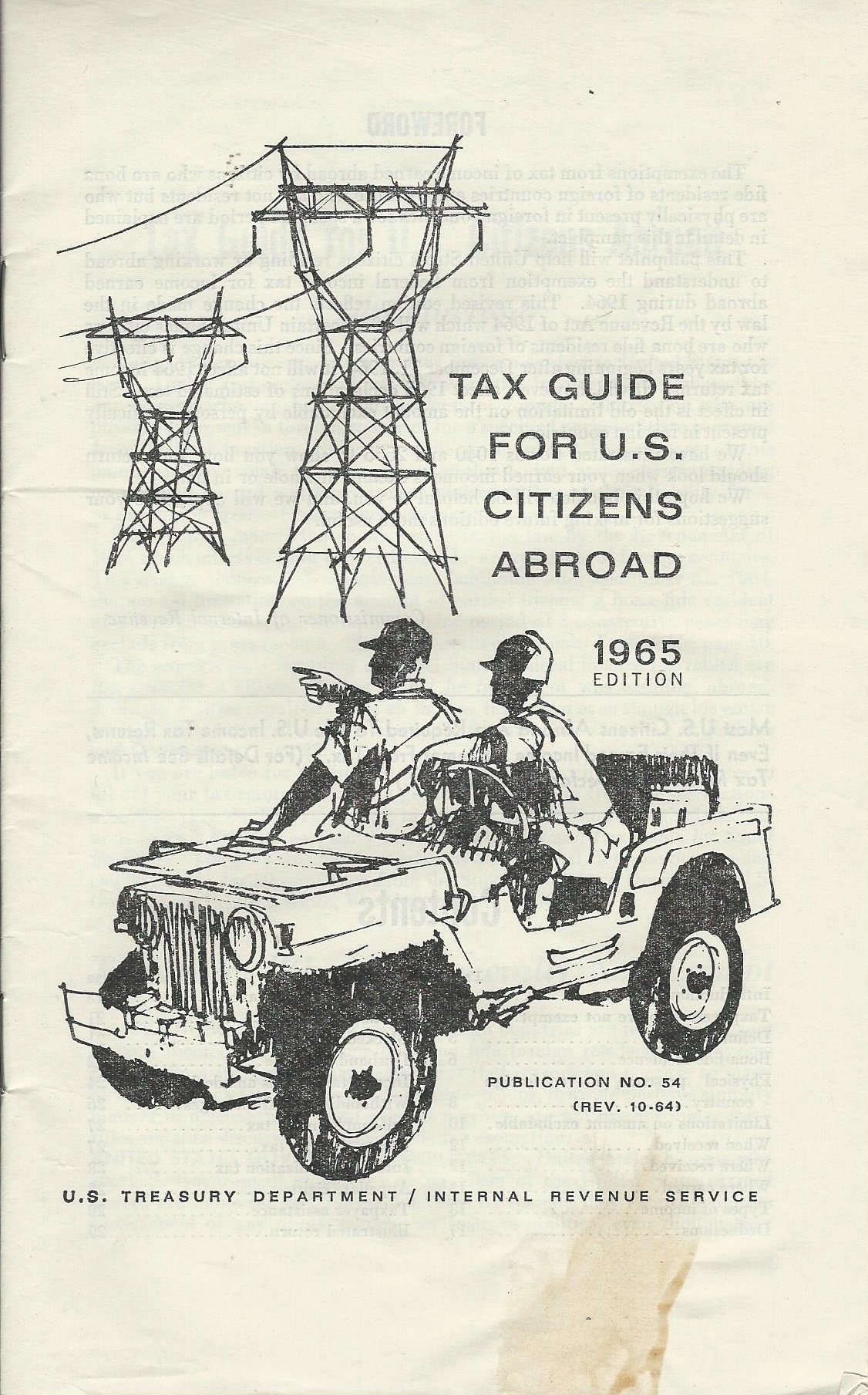
من المشاكل المعقدة الكثيرة المترتبة على المعيشة في بلاد أجنبية هي إدارة الأموال، مما يتضمن دفع مال الضرائب؛ هنا في الصورة، منشور تابع لدائرة الإيرادات الداخلية (IRS) مكون من 32 صفحة، يرجع لعام 1965، كُتٍبَ للأمريكان المقيمين خارج البلاد.

تُرسِل العديد من الشركات متعددة الجنسيات موظفين إلى دول أجنبية للعمل في مكاتب فرعية أو شركات تابعة لها، ويسمح تغريب الموظفون المغتربون للشركة الأم بالتحكم عن كثب في شركاتها الأجنبية التابعة لهم، مما يسمح أيضًا بتحسين التنسيق العالمي. ومع ذلك يكون المهنيون المغتربين أكثر تكلفة من المحليين، عادة ما يتم زيادة رواتب المغتربين مع بدلات لتعويض ارتفاع تكلفة المعيشة أو الصعوبات المرتبطة بالسكن وقد يلزم دفع مصاريف أخرى مثل الرعاية الصحية أو السكن أو الرسوم في مدرسة دولية. هناك أيضًا تكلفة نقل الاسرة وممتلكاتهم ويمكن أن تحدث مشكلة أخرى وهي القيود الحكومية في الدولة الأجنبية.
قد يتعرض الأزواج إلى صعوبة في التأقلم بسبب التعرض لصدمة ثقافية، فقدان لدائرتهم الاجتماعية، مقاطعات لوظائفهم، ومساعدة أطفالهم في التأقلم مع الذهاب لمدرسة جديدة. هذه هي الأسباب الرئيسية المُعطاة لانتهاء التكليفات الأجنبية بعد وقت قصير. مع ذلك، يمكن للزوج أو الزوجة أن يشكلوا مصدرًا للتشجيع لمغترب محترف. تساعد العائلات التي لديها أطفال بأن تقلل من الفرق المتواجد بين الدولة الأم والدولة المُضيفة للعائلة من حيث اللغة والثقافة المجتمعية، بينما يلعب الزوج/الزوجة دورًا مهمًا في انضمام افراد العائلة للمجتمع. بدأت بعض المؤسسات بضمّ الزوج/الزوجة من فترة مبكرة عند اتخاذ القرارات المتعلقة بالعمل في الخارج، ويوفرون تدريبات للتكيف على الحياة في الخارج قبل أن تذهب العائلة. وفقًا لتقرير استبيان الرأي عن اتجاه الترحيل لمكان جديد الدولي لعام 2012، 88% من الأزواج يقاومون اقتراحات الترحال. أكثر الأسباب انتشارًا لهذا هي المخاوف العائلية ووظيفة الزوج/الزوجة.
«فشل الاغتراب» هو مصطلح يطلق على الموظف الذي يعود مبكرًا لوطنه أو يقدم استقالته. وجدت إحدى الدراسات أن فشل الاغتراب يتواجد بنسبية من عشرين إلى أربعين في المئة من قبل 69 في المئة من المدراء التنفيذيين الذين يمتلكون شركات متعددة الجنسيات.

## الأطفال المغتربون
من المشاكل الأخرى التي تواجه الأطفال الذين تربوا في دولة غير تلك التي حصلوا على جواز السفر منها هي أنهم عندما يعودون إلى الدولة الأم أو المجتمع الذي كانوا فيه، يجدون أنفسهم تائهين بلا أصدقاء أو معارف. الأطفال أو المراهقون الذين يمرون بهذا الأمر يسمون بـ«أطفال الثقافة الثالثة»، مما يعني أنهم يعيشون بمجتمعين بداخلهم: الدولة الذي يعيشون فيها والدولة التي ينتمون إليها كما مكتوب في جواز سفرهم. هذا يخلق مجموعة من المشاكل بداخلهم، والتي تضمن عدم انتمائهم لمجتمع أو ثقافة معينة. ولأن بداخلهم العديد من الثقافات، فهم لا يشعرون بأنهم ينتمون إلى أي مكان في هذا العالم، مما يخلق نطاق في الوسط يسمى بـ«الثقافة الثالثة» التي يعتبرها الأطفال المغتربون مكانهم الآمن.
يواجه الأطفال المغتربون الكثير من الأسئلة، وأكثرهم شيوعًا هي «من أين أنت؟» هذا النوع من الأسئلة عادةً ما يكون شديد الصعوبة على المغترب أن يشرحه، حتى على أهالي المغتربين عند سؤالهم من أبنائهم. على الطلبة الذين يعيشون في الخارج أيضًا اختيار مدارسهم، وعادةً يختارون المدارس الدولية، بسبب أن البيئة في هذه الأماكن تشكل مكانًا مناسبًا لنشر التفاهم بين أطفال الثقافة الثالثة. عادةً ما يشعر الأطفال الذين يذهبون إلى مدارس دولية بأنهم مفهمون أكثر بذهابهم لهذه المدارس عن أي مدرسة أخرى مذكورة في جواز سفرهم. هذا ببساطة بسبب الفهم اللا واعي بين الأطفال الذين يعانون مع هويتهم بنفس الطريقة.
هناك أيضًا سلبيات لحياة المغتربين، فهي ليست لذوي القلوب الضعيفة. بسبب صدمة الانتقال من مكان لآخر؛ يتعرض الأطفال، خاصة هؤلاء بين ال 10-15 سنة، ما يسمى بمتلازمة الطفل المغترب. تم تعريف متلازمة الطفل المغترب بـ «...مصطلح أطلقه علماء النفس لوصف ضغط نفسي يتعرض له الأطفال بسبب الانتقال لدولة أخرى.» تظهر متلازمة الطفل المغترب بطرق متعددة، بعضها ظاهر وبعضها غير ظاهر، وقد يتأثر بعض الأطفال بها أكثر من غيرهم. تتضمن الحالات القصوى سلوك يدل على الانعزال، الوحدة، قلة المشاركة وسلوك غير تعاوني أو تخريبي. ومع ذلك، فالانتقال المفاجئ بين المجتمعات والثقافات مرعب للأطفال والمراهقين معًا.

### الاتجاهات الحديثة
الاتجاهات الحديثة في السنوات الأخيرة بين رجال الأعمال المغتربين منها:
- إحجام الموظفين عن قبول المهام الأجنبية بسبب الأزواج الذين لديهم أيضًا مهنة.
- إحجام الشركات متعددة الجنسيات عن كفل المهام في الخارج، بسبب زيادة الحساسيات من ناحية التكاليف والثقافات المحلية.
- زيادة شيوع المهام قصيرة المدى،[29][33] والتي تتكون من مهام مدتها تتراوح بين بضعة شهور إلى سنة، مما يجعل احتياج عائلة المغترب للتنقل شيئًا نادرًا. من الممكن أن تتضمن مشاريع معينة، نقل التكنولوجيا، أو مهام حل المشاكل.[29]
- الاغتراب الذاتي، حيث يقوم الشخص بنفسه بترتيب عقد ليستطيع أن يعمل في الخارج، بدلًا من أن يتم إرساله من شركة أم إلى أخرى فرعية.[34][35][36][37][38] لا يحتاج المغترب الذاتي إلى تعويضات كبيرة مثل التي قد يحتاجها المغترب التقليدي الذاهب تبعًا لعمله. أزواج المغتربين الذاتيين أيضًا عادةً ما يكونون أقل احجامًا عن مقاطعة وظائفهم الخاصة، في وقت يمكن القول فيه أن ازدواج الوظائف قلل عدد المغتربين الراغبين.[39]
- توظيف الشركات المحلية في الدول الناشئة للمدراء الغربيين.[40][41][42][43]
- مهام المسافر التي تنطوي على الموظفين الذين يعيشون في بلد واحد ولكن يسافرون إلى بلد أخرى للعمل ويحدث هذا عادة في دورة أسبوعية أو كل أسبوعين مع قضاء عطلة نهاية الأسبوع في المنزل.[29]
- الفليكسباترياتس أو Flexpatriats، وهم رجال أعمال مغتربين دوليين يقومون بالكثير من الرحلات القصيرة حول العالم من أجل المفاوضات، الاجتماعات، التدريبات، والمؤتمرات. عادةً ما تكون مدة كل من هذه المهام بضعة أسابيع. طبيعة هذا العمل الغير المنتظم قد يتسبب في الضغط بين أفراد العائلة.[29]
- زيادة المنح والأبحاث، فمثلًا، قد أطلقت مجموعة إيمارلد للنشر في 2013 «جريدة التنقل الدولي: بيت أبحاث إدارة المغتربين.»[44]

## التصويرات الأدبية والسينمائية
- جيمس بالدوين (غرفة جيوفاني)
- جيمس غراهام بالارد (ليالي الكوكايين، سوبر كان)
- بول بولز
- أنتوني برجس (ثلاثية المالايا)
- جوزيف كونراد
- روبرت درو (صرخة في حانة الأدغال)
- لورانس داريل
- فرنسيس سكوت فيتسجيرالد (رقيق هو الليل)
- فورد مادوكس فورد (الجندي الصالح)
- إي. إم. فورستر
- غراهام غرين
- إرنست همنغوي
- باتريشيا هايسميث (مستر ريبلي الموهوب)
- ميشال ويلبوك (المنصة)
- هنري جيمس
- كريستيفور كوك (سنة العيش في المخاطر)
- جانيس واي. ك. ليي (المغتربون)
- مالكوم لوري (تحت البركان)
- سومرست موم
- جورج أورويل (الأيام البورمية)
- كريس بافون (المغتربون)
- جريجوري ديفيد روبرتس (شانتارام)
- أرثر فيليبس (براغ)
- توم راكمان (ذا إمبيرفيكشنستس)
- هيرمن جورج شيفاور
- بول سكوت
- إيفلين ووه (سكوب)

المذكرات عن حياة الكُتاب المغتربين تتضمن:
- جيمس غراهام بالارد (معجزات الحياة)
- بل برياسون (ملاحظات من جزيرة صغيرة)
- ستيفن كلارك (سنة في القذارة)
- جيرالد دوريل (عائلتي وحيوانات أخرى)
- إليزابيث جيلبرت (طعام، صلاة، حب)
- لوري ليي (وأنا أتمشى في صباح في منتصف الصيف)
- بيتر ميل (سنة في بروفانس)
- مايكل مووركوك (رسائل من هوليوود)
- ماركو بولو (رحلات ماركو بولو)
- سيد قطب (أمريكا التي رأيتها)

تم صناعة أفلام تتناول هذا الموضوع أيضًا، كثيرًا ما تتناول فكرة الصدمة الثقافية التي يعاني منها المغتربون. من الأمثلة على ذلك (مرتبة حسب الدولة المستضيفة):
- النمسا: الرجل الثالث
- كمبوديا: مدينة الأشباح
- الصين: الستار المطلي
- فرنسا: أمريكي في باريس، قبل الشروق، الأحجية، فضائح قذرة متعفنة، سنة جيدة، قتل زوي، منتصف الليل في باريس، العصريون، نينوتشكا، أن تمسك لصًا.
- هونغ كونغ: الحب شيء رائع
- الهند: أحسن فندق ماريجولد عجيب، «كاري اون ذا كايبر»، «اوتسورسد»، طريق إلى الهند
- اندنوسيا: سنة العيش في المخاطر
- إيطاليا: تحت شمس تاسكن
- اليابان: فُقِد في الترجمة، «مستر بيسبول»
- المغرب: كازبلانكا، الغداء العاري، السماء الواقية
- اسبانيا: برشلونة، وحش مثير، فيكي كريستينا برشلونة
- السعودية: مجسم من أجل الملك
- تايلاند: الشاطئ، الملك وأنا
- أوغندا: آخر ملوك اسكتلندا
- المملكة المتحدة: مغامرات بيري مككنزي، كلاب القش
- الولايات المتحدة: بورات، القدوم إلى أمريكا، «كروكودايل دانديي»، كيف تخسر الأصدقاء وتبعد الناس، رعاة بقر لينينجارد يذهبون إلى أمريكا.
- بدون مسمى/أماكن متعددة: قبل الشروق وبقية السلسلة، «طعام، صلاة، حب»، الأمريكي القبيح، أجرة الخوف.

تتضمن المسلسلات عن حياة المغتربين الكوميديا، الدراما، البرامج الوثائقية والمسلسلات الواقعية، مثل:
- سفارة
- السفارة
- حلقات
- صائدو المنازل الدوليون
- فصول الصيف الهندية
- الجوهرة في التاج
- قابل الروسيون
- لا عودة
- مكان في الشمس
- كوابيس مطبخ رامساي

## الوصلات الخارجية
- Expatriate at Curlie (based on مشروع الدليل المفتوح)